# 문성우 (축구 선수)
문성우(한국 한자: 文誠友, 2003년 5월 15일 ~ )는 대한민국의 축구 선수로, 포지션은 미드필더이다. 현재 K리그1 FC 안양 소속이다.